# Biécourt
Biécourt is een gemeente in het Franse departement Vosges (regio Grand Est) en telt 90 inwoners (2009). De plaats maakt deel uit van het arrondissement Neufchâteau.

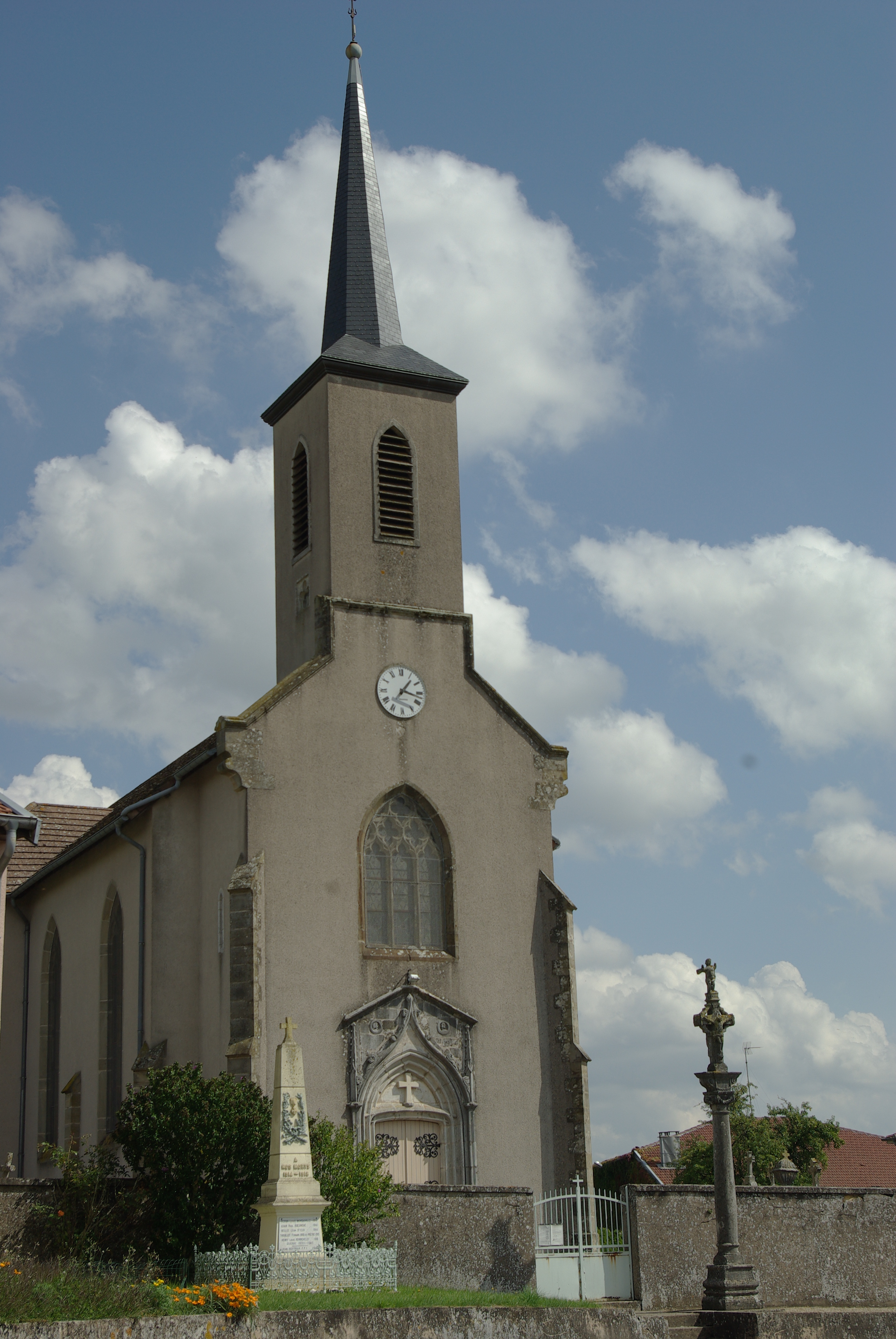
Kerk van Biécourt
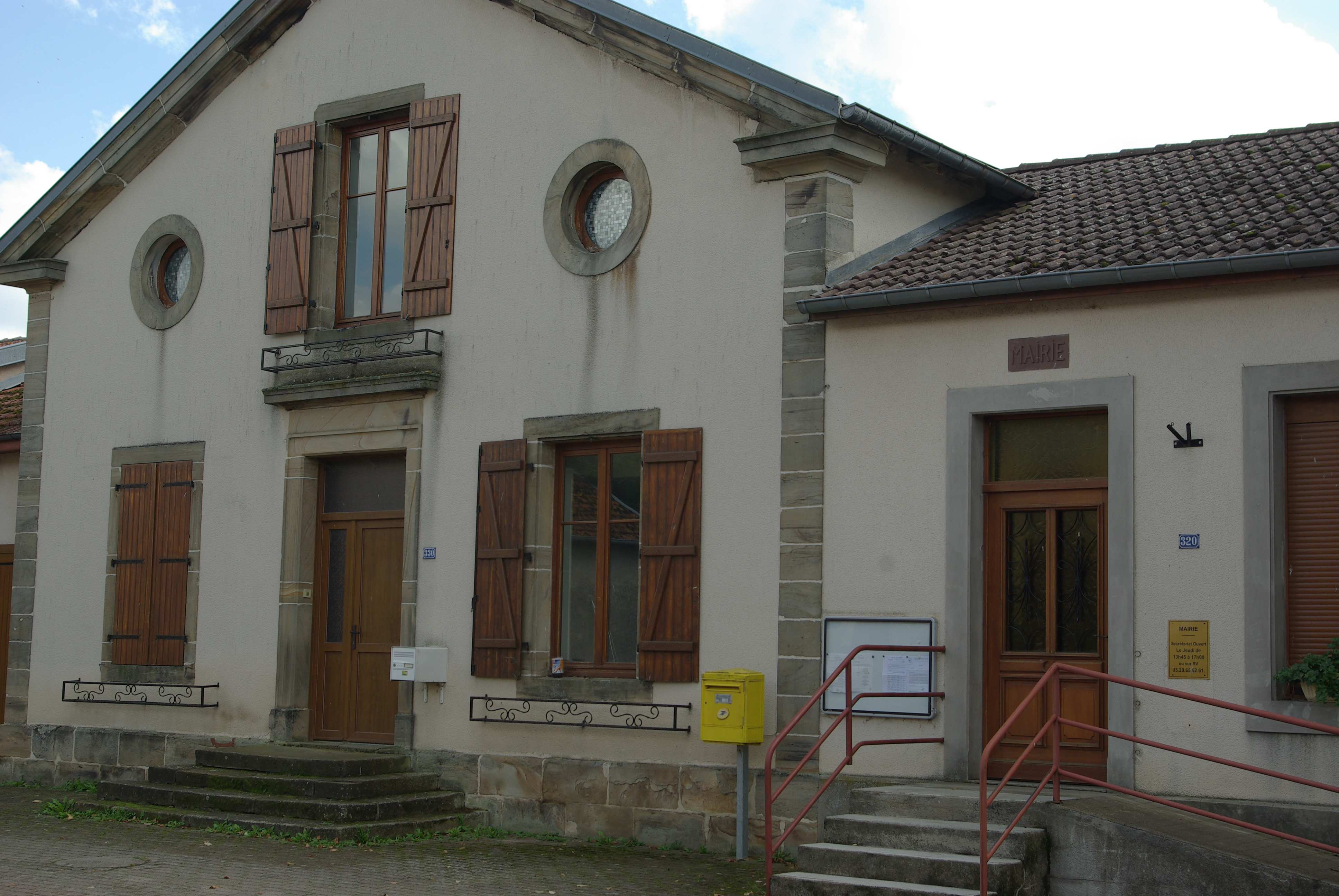
Gemeentehuis

## Geografie
De oppervlakte van Biécourt bedraagt 6,1 km², de bevolkingsdichtheid is dus 14,8 inwoners per km².
De onderstaande kaart toont de ligging van Biécourt met de belangrijkste infrastructuur en aangrenzende gemeenten.

## Demografie
Onderstaande figuur toont het verloop van het inwonertal (bron: INSEE-tellingen).